# Черен тамарин
Черен тамарин (Saguinus niger) е вид бозайник от семейство Остроноктести маймуни (Callitrichidae). Видът е световно застрашен, със статут Уязвим.

## Разпространение
Разпространен е в Бразилия (Мараняо и Пара).